# Filip Petrušev
Filip Petrušev, né le 15 avril 2000 à Belgrade en Serbie, est un joueur serbe de basket-ball évoluant aux postes d'ailier fort et pivot.

## Biographie

### Carrière universitaire
Il commence à jouer au basket-ball pour les équipes de jeunes des deux clubs majeurs serbes, l'Étoile rouge de Belgrade et le Partizan Belgrade.
Entre 2018 et 2020, il joue pour les Bulldogs de Gonzaga.

### Carrière professionnelle

#### KK Mega Basket (2020-2021)
En juillet 2020, il quitte la NCAA pour s'engager en Serbie en faveur du KK Mega Basket.

#### Anadolu Efes (2021-2022)
Le 29 juillet 2021, il est sélectionné à la 50e position de la draft 2021 de la NBA par les 76ers de Philadelphie.
Dans la foulée, il est annoncé qu'il rejoint l'Anadolu Efes. Petrušev remporte l'Euroligue mais échoue en finale du championnat de Turquie.

#### Étoile rouge de Belgrade (2022-2023)
En juillet 2022, Petrušev s'engage pour une saison avec l'Étoile rouge de Belgrade.

#### 76ers de Philadelphie (2023)
En juillet 2023, il signe pour deux saisons, dont une garantie, avec les 76ers de Philadelphie. Il joue trois minutes pour 0 point marqué dans une seule rencontre avant d'être échangé.

#### Kings de Sacramento (2023)
En octobre 2023, quelques jours après le début de la saison, James Harden, des 76ers, est envoyé aux Clippers de Los Angeles avec P. J. Tucker et Filip Petrušev, dans un échange contre Marcus Morris, Nicolas Batum, Robert Covington, Kenyon Martin Jr. et de plusieurs choix de draft,. Quelques jours suivants, il est envoyé du côté des Kings de Sacramento,. Petrušev joue 2 rencontres avec les Kings avant d'être licencié fin novembre 2023.

#### Olympiakós (2023-2025)
Il s'engage par la suite avec l'Olympiakós pour trois saisons.

#### Dubaï Basketball (depuis 2025)
Alors qu'il lui restait une année de contrat avec l'Olympiakós, il signe avec le Dubaï Basketball, jeune club émirati venant d'intégrer l'Euroligue.

### Équipe nationale
À l’été 2015, Petrušev est choisi par l’entraîneur Vladimir Đokić (en) pour jouer avec l’équipe nationale serbe des moins de 16 ans avant le Championnat d’Europe des moins de 16 ans 2015 à Kaunas.

## Statistiques

### Universitaires
Les statistiques de Filip Petrušev en matchs universitaires sont les suivantes :
| Saison    | Équipe   | Matchs | Titul. | Min./m | % Tir | % 3pts | % LF | Rbds/m. | Pass/m. | Int/m. | Ctr/m. | Pts/m. |
| --------- | -------- | ------ | ------ | ------ | ----- | ------ | ---- | ------- | ------- | ------ | ------ | ------ |
| 2018-2019 | Gonzaga  | 32     | 0      | 11,4   | 55,4  | 30,0   | 85,3 | 2,70    | 0,30    | 0,20   | 0,50   | 6,50   |
| 2019-2020 | Gonzaga  | 33     | 33     | 25,9   | 56,2  | 18,2   | 65,5 | 7,90    | 1,50    | 0,60   | 0,80   | 17,50  |
| Carrière  | Carrière | 65     | 33     | 18,8   | 56,0  | 26,8   | 70,3 | 5,40    | 0,90    | 0,40   | 0,60   | 12,00  |

### Professionnelles
Les statistiques de Filip Petrušev en matchs professionnels sont les suivantes :
| Saison    | Équipe      | Matchs | Titul. | Min./m | % Tir | % 3pts | % LF | Rbds/m. | Pass/m. | Int/m. | Ctr/m. | Pts/m. |
| --------- | ----------- | ------ | ------ | ------ | ----- | ------ | ---- | ------- | ------- | ------ | ------ | ------ |
| 2020-2021 | Mega Basket | 21     | 21     | 32,0   | 57,9  | 41,9   | 73,9 | 7,60    | 1,60    | 0,50   | 1,10   | 23,60  |
| Carrière  | Carrière    | 21     | 21     | 32,0   | 57,9  | 41,9   | 73,9 | 7,60    | 1,60    | 0,50   | 1,10   | 23,60  |

## Palmarès
- Médaille de bronze aux Jeux olympiques de 2024.
- Finaliste à la Coupe du monde 2023
- Vainqueur de l'Euroligue 2021-2022
- Vainqueur de la coupe de Turquie en 2022
- MVP de la Ligue adriatique (2021)
- Meilleur espoir de la Ligue adriatique (2021)
- Meilleur marqueur de la Ligue adriatique (2021)
- Second-team All-American – NABC (2020)
- Third-team All-American – AP, SN, USBWA (2020)
- Joueur de l'année de la West Coast Conference (WCC) (2020)
- First-team All-WCC (2020)
- WCC All-Freshman Team (2019)